# Microlit

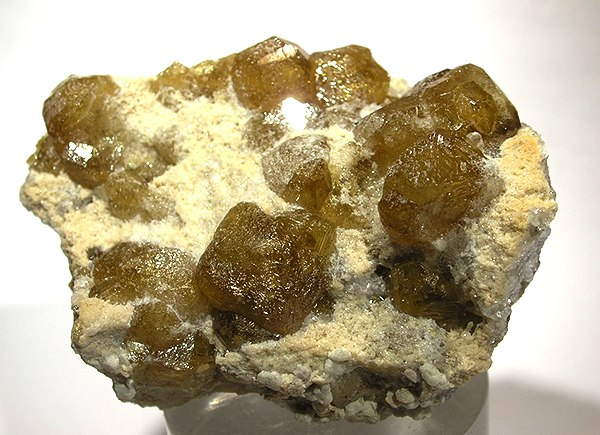
Microlit

Se numește microlit un element cristalin microscopic, cu organizare reticulară completă, de formă prismatică sau tubulară, format prin cristalizarea topiturilor magmatice, care se dezvoltă în masa sticloasă a rocilor vulcanice. 
Microlitele sau cristalitele sunt mici incluziuni în cristal produse prin saturația unei substanțe. Restul de lichide dizolvate formează mici cristale, care dacă se află în aceleași medii și în aceași substanță, cresc. Desigur că acești mici embrioni apar la anumite temperaturi și presiuni.